# Epidendrum micronocturnum
Epidendrum micronocturnum är en orkidéart som beskrevs av Germán Carnevali och Gustavo Adolfo Romero. Epidendrum micronocturnum ingår i släktet Epidendrum och familjen orkidéer. Inga underarter finns listade i Catalogue of Life.